# عنکبوت‌های مخروطی‌باف
عنکبوت‌های مخروطی‌باف (نام علمی: Diguetidae) نام یک تیره از راسته عنکبوت است.